# Skuša
Skuša (škombar, golac, vrnut; Scomber scombrus) je morska riba iz porodice skušovki (scombridae). U Hrvatskoj je još poznata kao škombra ili vrnut.

## Opis
Skuša ima vretenasto tijelo, usko pri vrhu glave koje se širi prema sredini tijela te se ponovno sužava prema repnoj peraji. Repna peraja je izbačena pri vrhu i dnu a po sredini je duboko urezana. Male ljuske prema repu su sve sitnije. Leđa su joj zelenkasto-smeđe boje ispresjecana okomitim tamnim crtama. Bočne strane tijela su boje sedefa, a trbuh je bijel. Vrlo je slična lokardi. Skuša u Jadranu raste najviše do 50 cm i skoro do 1 kg težine.  Prosječna joj je dužina 15-20 cm a težina oko 0,7 kg. Atlantske skuše narastu i do 3 kg a procjenjuje se da žive do 15 godina.

## Rasprostranjenost
Skuša obitava u Atlantiku od Kanarskih otoka do obala Norveške, a rijetko i u Baltičkom moru. Može je se pronaći i u Sredozemlju pa tako i u Jadranu. Također obitava uz zapadnu obalu Sjeverne Amerike, ali i u Tihom oceanu.
Iako je 90-ih godina 20. stoljeća gotovo posve nestala iz Jadranskog mora, u posljednje vrijeme zamijećeni su veći migracijski dolasci skuša u Jadran pa je opet postala važan dio gospodarskog ulova.

## Način života i ishrana
Skuša živi kao riba selica a kreće se u plovama. Grabežljivac je koji se hrani raznim morskim životinjicama, srdelama, inćunima, račićima i ostalom sitnom ribom. Skuša je uz lokardu jedina jadranska skušovka koja se hrani i filtriranjem planktona.

## Razmnožavanje
U vrijeme mriještenja skuše se sele bliže obali. Diljem Sredozemlja, pa i u Jadranu, skuše se mrijeste tijekom ožujka i travnja, a u Atlantiku od lipnja do kolovoza. Ženka nakon mriještenja izbacuje do 500 000 jajašaca. Već nakon tjedan dana jajašca prelaze u male ribe koje rastu vrlo brzo. Skuše spolnu zrelost dostižu tek u trećoj godini života.

## Gospodarska vrijednost
Skuša se smatra najukusnijom plavom ribom Jadrana. Obiluje zdravim masnim kiselinama, mekanog je mesa i kostiju, pa je vrlo tražena. 

## Vanjske poveznice
- Skušovke (Riblje oko)[neaktivna poveznica]

|  | Zajednički poslužitelj ima još gradiva o temi Skuša (Scomber scombrus) |
|  | Wikivrste imaju podatke o taksonu Skuša (Scomber scombrus)             |